# Poika-Riuskajärvi
Poika-Riuskajärvi och Iso-Riuska är två sjöar i Finland. De ligger i kommunen Suomussalmi i landskapet Kajanaland, i den centrala delen av landet, 600 km norr om huvudstaden Helsingfors. Poika-Riuskajärvi ligger 260 meter över havet. Arean är 12,6 hektar och strandlinjen är 1,81 kilometer lång. Sjön  ingår i Uleälvens huvudavrinningsområde. 